# Теріберське сільське поселення
Тері́берське сільське посе́лення (рос. Териберское сельское поселение) — адміністративне утворення у складі Кольського району Мурманської області, Росія.

## Склад
До складу поселення входять такі населені пункти:
| Населений пункт       | Населення, осіб (2010) |
| --------------------- | ---------------------- |
| Дальні Зеленці        | 52                     |
| Західний Кільдін      | 6                      |
| Остров Больший Оленій | 6                      |
| Східний Кільдін       | 4                      |
| Теріберка             | 957                    |

| Мурманська область | Це незавершена стаття про Мурманську область. Ви можете допомогти проєкту, виправивши або дописавши її. |